# 2025 Nortia
2025 Nortia eller 1953 LG är en asteroid i huvudbältet, som upptäcktes 6 juli 1953 av den sydafrikanske astronomen Joseph Churms i Johannesburg. Asteroiden har fått sitt namn efter Nortia i Etruskisk mytologi.
Asteroiden har en diameter på ungefär 42 kilometer.